# Geografia Lesotho

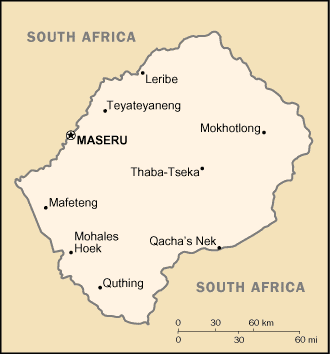
Mapa Lesotho

Geografia Lesotho – dziedzina nauki zajmująca się badaniem Lesotho pod względem geograficznym.
Lesotho jest niewielkim państwem leżącym w Afryce Południowej, będącym enklawą we wschodniej części Republiki Południowej Afryki. Z uwagi na górzysty krajobraz nazywane jest niekiedy „Szwajcarią Południowej Afryki”, „dachem Afryki” lub „podniebnym królestwem”.

## Powierzchnia i granice
Lesotho jest enklawą we wschodniej części Republiki Południowej Afryki. Graniczy z następującymi prowincjami RPA: od wschodu z KwaZulu-Natal, od zachodu i północy z Wolnym Państwem i od południa Prowincją Przylądkową Wschodnią. Łączna długość granicy wynosi 909 km. Lesotho zajmuje powierzchnię 30 355 km².

## Ukształtowanie terenu

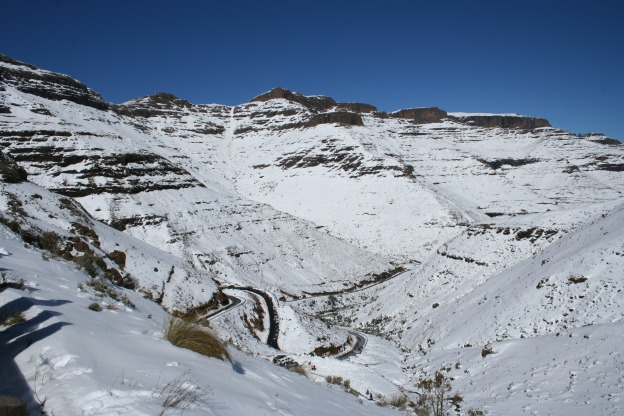
Zima w Górach Smoczych w Lesotho

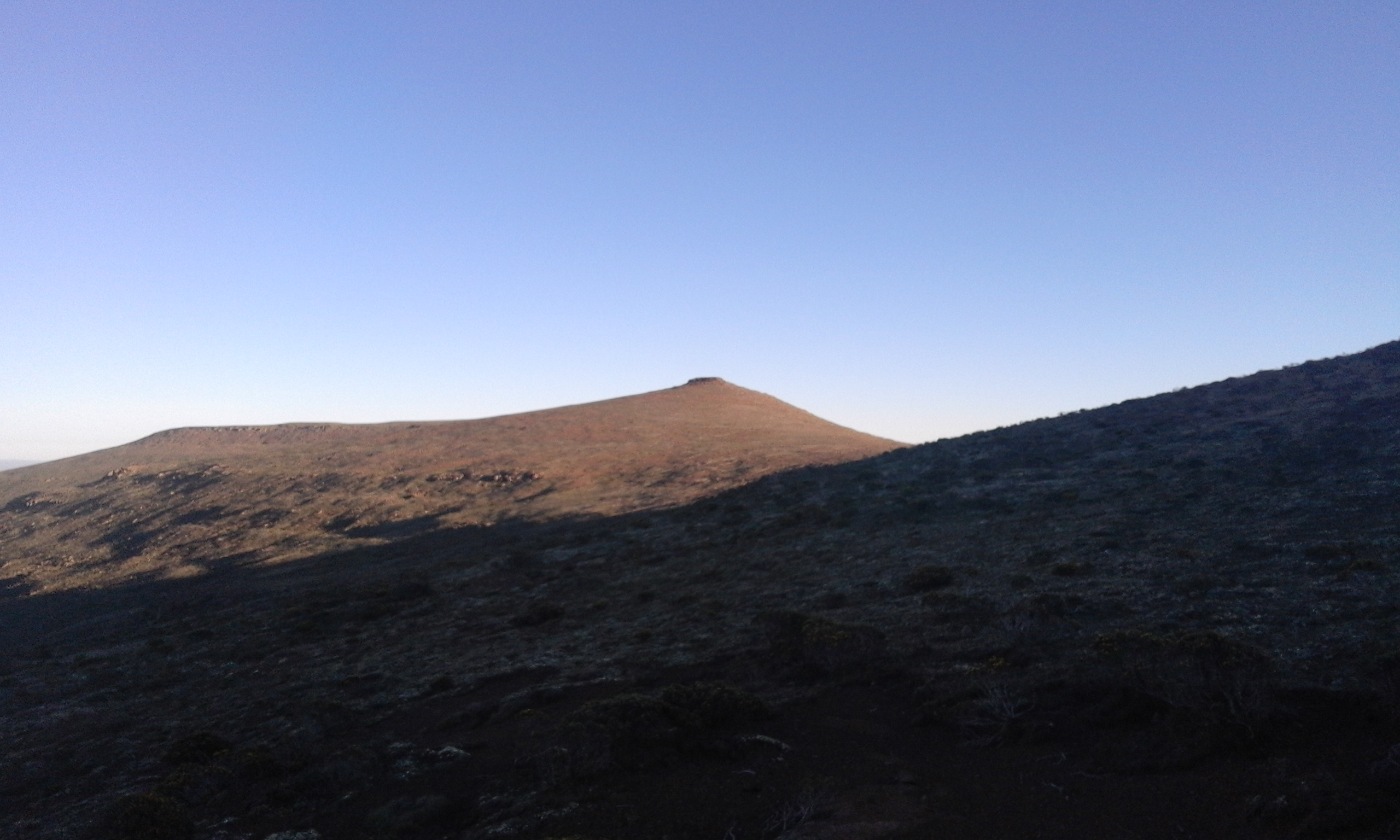
Thabana Ntlenyana (3482 m n.p.m.)

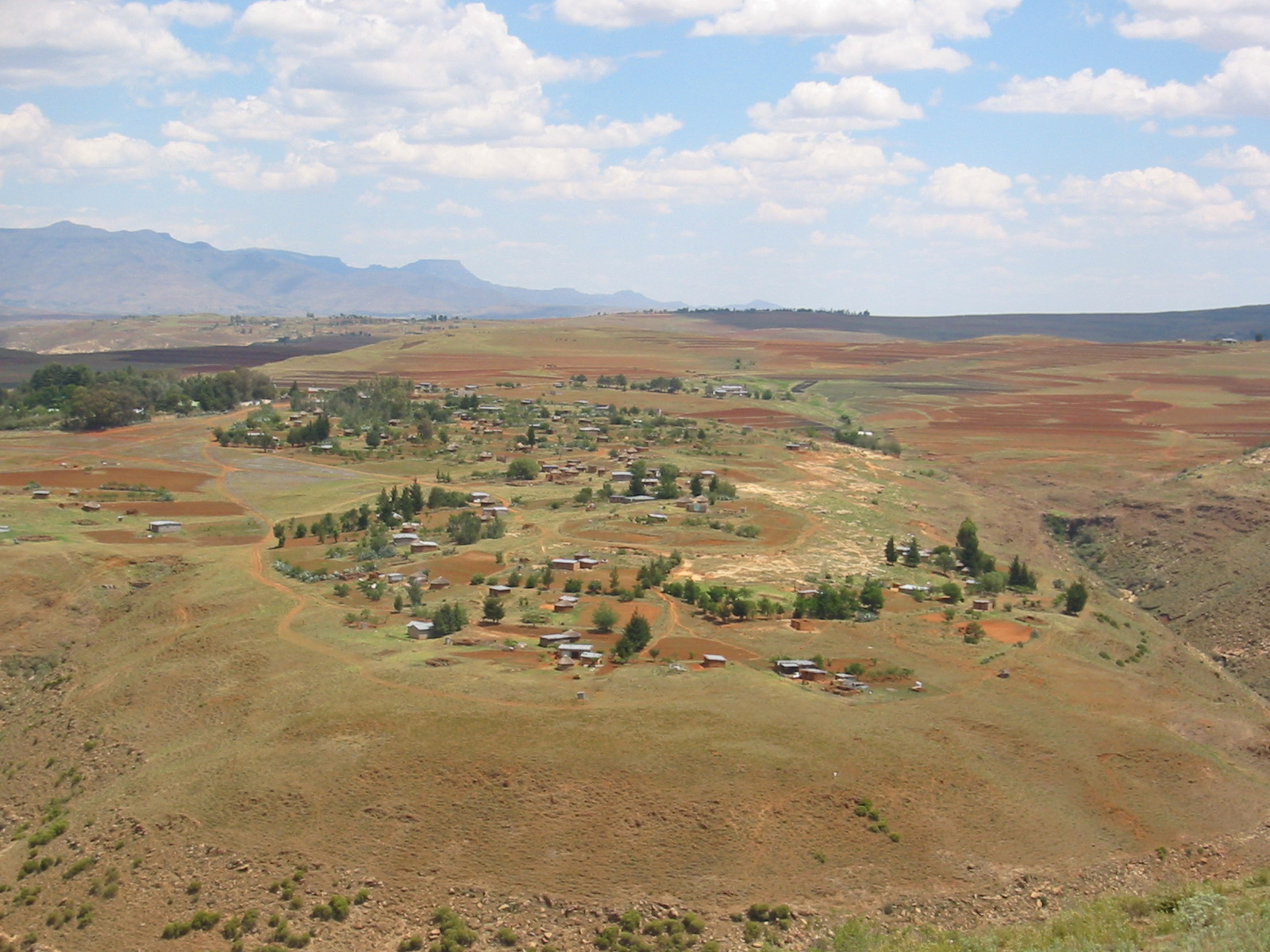
Płaskowyż w Lesotho

Prawie 80% powierzchni Lesotho pokrywają tereny górzyste (2100–3400 m n.p.m.) poprzecinane głębokimi dolinami. Doliny charakteryzują się dużą głębokością, a wiele skalnych ścian jest stromych. Niektóre skalne ściany osiągają 1000 metrów. Od południowego wschodu Lesotho opasają Góry Smocze, a od zachodu pasmo Maloti z najwyższym szczytem kraju, a zarazem najwyższym szczytem w południowej Afryce – Thabana Ntlenyana (3482 m n.p.m.). Góry zbudowane są z bazaltów pochodzących z triasu. Teren obniża się stopniowo w kierunku zachodnim, przechodząc w płaskowyż (2700–3200 m n.p.m.). Z płaskowyżu wypływają dwie największe rzeki Afryki południowej – Oranje i Tugela.
Najniższy punkt Lesotho znajduje się na wysokości 1380 m n.p.m., co czyni go najwyżej położonym takim punktem na świecie.
Z uwagi na górzysty krajobraz – średnia wysokość n.p.m. to 2161 m – Lesotho nazywane jest niekiedy „Szwajcarią Południowej Afryki”, „dachem Afryki” lub „podniebnym królestwem”. Lesotho jest jedynym krajem na świecie położonym w całości na wysokości powyżej 1000 m n.p.m.

## Klimat
Lesotho ma klimat zwrotnikowy wilgotny z cechami klimatu wysokogórskiego z powodu wyniesienia.
Zimy są z reguły zimne i suche. Występują wówczas częste przymrozki. W górach, ale też na niższych obszarach, pojawiają się opady śniegu. W najwyższych partiach gór śnieg utrzymuje się przez całą zimę, a temperatura może spadać do –18 °C, a nawet –21 °C.
Lata są gorące i wilgotne – występujące wtedy opady stanowią 85% całkowitych opadów rocznych. Największe opady występują w okresie od października do kwietnia, przy czym od grudnia do lutego większość kraju odnotowuje opady powyżej 100 mm miesięcznie. W okresie letnim występuje duże zachmurzenie, często pojawiają się przelotne burze i gradobicia, którym towarzyszą silne wiatry.
Średnie opady roczne wynoszą 710 mm – przy czym wschodnia część kraju jest bardziej wilgotna niż zachodnia. Średnie opady w dolinie rzeki Oranje wynoszą 500 mm rocznie. Temperatury w niższych partiach kraju sięgają 32 °C latem i spadają do –7 °C zimą. Wschodnia część otrzymuje większe ilości deszczu, średnio jest to około 1200 mm rocznie.
W całym kraju występują duże dobowe, miesięczne i roczne wahania temperatur.
| Miesiąc                                   | Sty  | Lut  | Mar  | Kwi  | Maj  | Cze  | Lip  | Sie  | Wrz  | Paź  | Lis  | Gru  | Roczna |
| ----------------------------------------- | ---- | ---- | ---- | ---- | ---- | ---- | ---- | ---- | ---- | ---- | ---- | ---- | ------ |
| Rekordy maksymalnej temperatury [°C]      | 28.1 | 27.1 | 24.9 | 21.4 | 18.0 | 15.3 | 15.9 | 18.8 | 22.7 | 24.4 | 25.9 | 27.5 | 22,5   |
| Rekordy minimalnej temperatury [°C]       | 14.3 | 13.9 | 12.0 | 7.8  | 3.3  | -0.3 | -0.7 | 1.6  | 5.7  | 9.3  | 11.6 | 13.3 | 7,7    |
| Opady [mm]                                | 111  | 94   | 98   | 59   | 29   | 11   | 12   | 14   | 20   | 60   | 87   | 88   | 682    |
| Źródło: wetterkontor.de 23 listopada 2017 |      |      |      |      |      |      |      |      |      |      |      |      |        |

## Wody
Sieć rzeczna jest dosyć dobrze rozwinięta. Występują liczne górskie rzeki i potoki. Wiele rzek ma znaczne spadki, co pozwala na rozwój hydroenergetyki. Wszystkie cieki wodne spływają do Oranje, będącej główną rzeką w kraju.

## Gleby
Gleby wyżyn wytworzone są z piaskowców (planosole) i są dość ubogie. Na obszarach górzystych gleby, które są wytworzone z pokryw lawowych, mają dobrą żyzność, lecz są płytkie. W kraju występuje silna erozja gleb.

## Flora
Lesotho jest zdominowane przez trawiaste stepy i górskie łąki. Drzewa występują nielicznie, głównie Salix mucronata i dzikie oliwki. Na terenach wilgotnych rosną różne gatunki aloesu, a wśród nich aloes wielkolistny, Aloe polyphylla, będący lesotyjskim endemitem. Zachodnie obszary Lesotho miejscami mają półpustynny charakter, gdzie występują sucholubne gatunki traw i krzewów.

## Fauna
Fauna tak jak szata roślinna jest uboga. Niemal zupełnie zostały wytrzebione żyjące tu kiedyś zwierzęta. W połowie XIX w. występowały tu jeszcze licznie zebry, strusie, lwy i gnu. Ostatni lew został zabity w latach 70. XIX w.
W kraju istnieje tylko jeden park narodowy – Sehlabathebe. Świat zwierzęcy reprezentują m.in.: góralkowce, antylopy, zebry, zające i różne gatunki ptaków, m.in. orłosęp, i gadów. W wodach rzecznych żyją ryby z rodzaju Labeobarbus, a także Pseudobarbus quathlambae oraz introdukowane pstrągi i sumy.